# Bobenheim am Berg

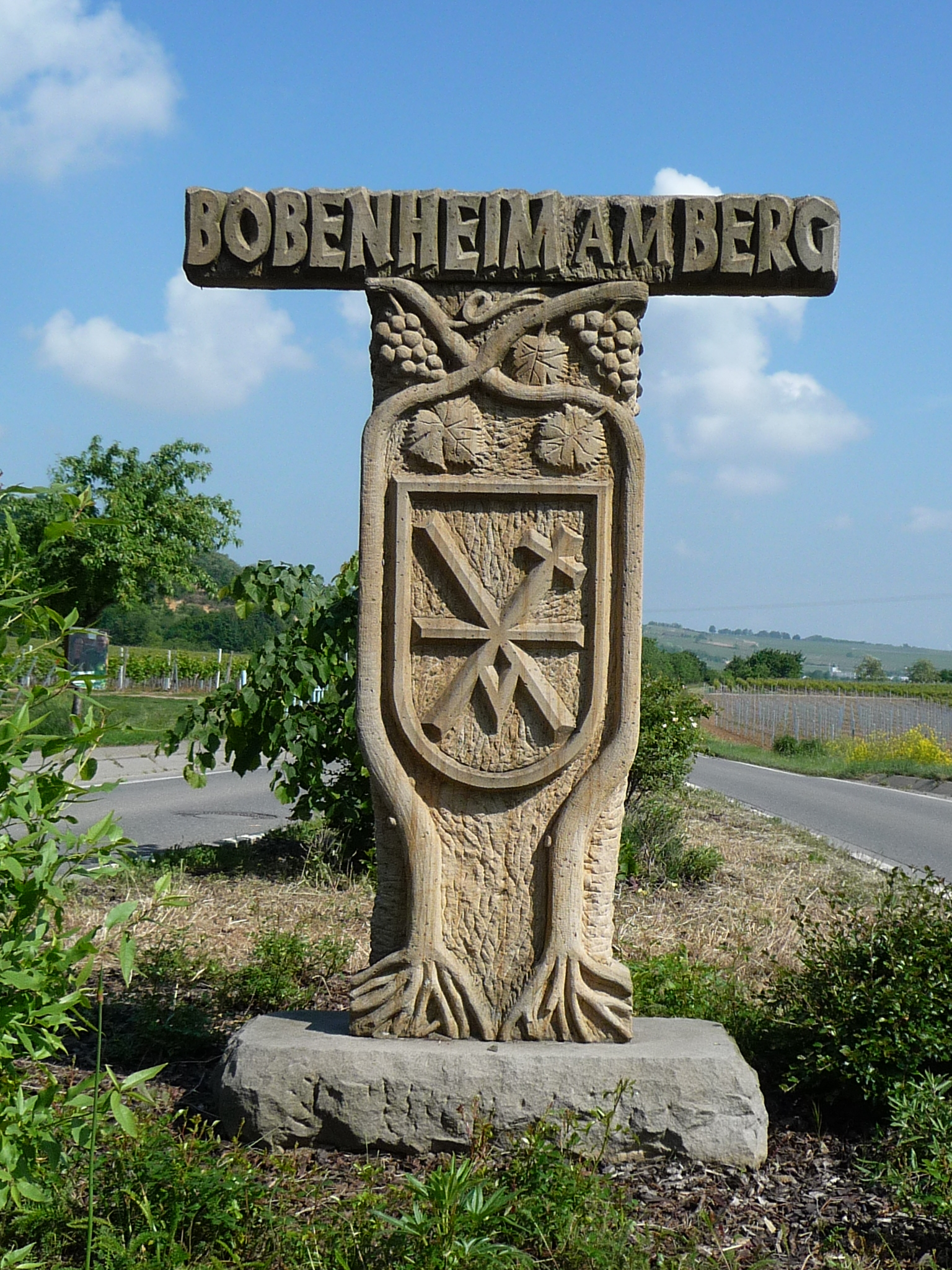
Ortseingang

Bobenheim am Berg ist eine Ortsgemeinde im Landkreis Bad Dürkheim in Rheinland-Pfalz. Sie gehört der Verbandsgemeinde Freinsheim an, innerhalb derer sie gemessen an der Einwohnerzahl die drittkleinste und die am weitesten nordwestlich liegende Ortsgemeinde darstellt.

## Geographie

### Lage
Die Gemeinde liegt am nordöstlichen Rand des Pfälzerwaldes, am Leininger Sporn, und gehört zur Metropolregion Rhein-Neckar. Das Langental befindet sich teilweise auf der Gemeindegemarkung. Das Siedlungsgebiet liegt innerhalb der Unterhaardt, die zum Haardtrand gehört.
Nachbargemeinden sind – im Uhrzeigersinn – Kleinkarlbach, Kirchheim an der Weinstraße, Weisenheim am Berg, Altleiningen und Battenberg. Zum Gemeindegebiet gehört zusätzlich eine unbewohnte Exklave weiter westlich innerhalb des Pfälzerwaldes. Diese grenzt im Uhrzeigersinn – einschließlich Exklaven – an Kirchheim an der Weinstraße, Weisenheim am Berg, Bad Dürkheim und Neuleiningen.

### Erhebungen
Markante Erhebungen auf Gemarkung der Gemeinde sind die Nordwestflanke des Mittelbergs (400 m), sowie nordwestlich der Bebauung der Büschelberg (361,2 m), das Am Häuschen (361 m) und ganz im Westen der Kupferberg. Zur Exklave gehört die Südflanke des Kieskautbergs.

### Gewässer
Durch die Waldgemarkung verläuft auf einer Länge weniger hundert Meter der Krumbach durch das nach ihm benannte Tal. Im äußersten Norden der Gemarkung an der Grenze zu Kleinkarlbach verläuft er für kurze Zeit erneut über das Gemeindeterritorium. Der Höninger Bach bildet teilweise die Gemarkungsgrenze zu Altleiningen. Von rechts nimmt dieser den Langentalbach auf. Die Exklave wird im Südwesten durch die Isenach begrenzt.

## Geschichte
Der Ort gehörte zur Herrschaft Hardenburg und hat mit dieser eine gemeinsame Geschichte. Im Jahr 1214 besaß das Kloster Höningen Güter in Bobenheim, in einer Urkunde aus dem Jahr 1245 bestätigte Papst Innozenz IV. diesen Besitz. Landesherrlich gehörte der Ort den Grafen von Leiningen, zuletzt der Linie Leiningen-Dagsburg-Hardenburg.
Nach 1792 hatten französische Revolutionstruppen die Region besetzt und nach dem Frieden von Campo Formio (1797) annektiert. Von 1798 bis 1814 gehörte das Dorf zum französischen Departement Donnersberg und war dem Kanton Grünstadt zugeordnet. Aufgrund der auf dem Wiener Kongress (1815) getroffenen Vereinbarungen und einem Tauschvertrag mit Österreich kam die Region 1816 zum Königreich Bayern. Unter der bayerischen Verwaltung wurden die Kantonszugehörigkeiten in der Regel beibehalten, die Gemeinde Bobenheim am Berg wurde als einzige aus dem Kanton Grünstadt aus- und in den nunmehr bayerischen Kanton Dürkheim eingegliedert. Mit diesem kam Bobenheim am Berg 1818 zum Landkommissariat Neustadt im Rheinkreis. 1862 wurde Landkommissariat in ein Bezirksamt umgewandelt.
1902 wechselte der Ort zum Bezirksamt Dürkheim, ehe dieses 1931 wieder in sein Neustadter Pendant eingegliedert wurde. Ab 1939 war der Ort Bestandteil des Landkreises Neustadt. Nach dem Zweiten Weltkrieg wurde die Gemeinde innerhalb der französischen Besatzungszone Teil des Regierungsbezirks Pfalz im 1946 neu gebildeten Landes Rheinland-Pfalz. Im Zuge der ersten rheinland-pfälzischen Verwaltungsreform wechselte der Ort am 7. Juni 1969 in den neu geschaffenen Landkreis Bad Dürkheim. Drei Jahre später wurde er der ebenfalls neu gebildeten Verbandsgemeinde Freinsheim zugeordnet.
Am 12. Juli 2019 richtete ein Tornado, den der Deutsche Wetterdienst anschließend in die Kategorie F1 mit Windgeschwindigkeiten zwischen 117 und 180 Kilometern pro Stunde einstufte, in der Gemeinde und auf dem zugehörigen landwirtschaftlichen Gelände erhebliche Schäden an. Elf Häuser wurden massiv in Mitleidenschaft gezogen, mindestens eines war unbewohnbar geworden. Auf mehreren Dutzend Hektar Weinbergsfläche wurden Rebstöcke am Erdboden abgebrochen oder ausgerissen sowie Stickel umgeknickt. Der Sachschaden lag im sechsstelligen Bereich.

## Bevölkerung

### Einwohnerentwicklung
1815 hatte die Gemeinde insgesamt 440 Einwohner. Seit der Jahrtausendwende stabilisierte sich die Zahl auf rund 800 mit leicht steigender Tendenz.

### Religion
Am 31. Juli 2012 waren 40,4 Prozent der Einwohner evangelisch und 28,2 Prozent katholisch. Die übrigen gehörten einer anderen Religion an oder waren konfessionslos. Die Katholiken gehören zum Bistum Speyer und unterstehen dort dem Dekanat Bad Dürkheim, die Evangelischen zur Protestantischen Landeskirche der Pfalz. Seit 2016 ist Bobenheim Bestandteil der in Bad Dürkheim ansässigen Pfarrei Heilige Theresia vom Kinde Jesu und bildet deren Filiale St. Nikolaus.

## Politik
Bei Bundestagswahlen gehört Bobenheim am Berg seit 1965 zum Bundestagswahlkreis Neustadt – Speyer, davor zum Bundestagswahlkreis Neustadt an der Weinstraße. Bei Landtagswahlen ist die Gemeinde seit 1991 wie der größten Teil des Landkreises in den Wahlkreis Bad Dürkheim eingegliedert.

### Gemeinderat
Der Gemeinderat in Bobenheim besteht aus zwölf Ratsmitgliedern, die bei der Kommunalwahl am 9. Juni 2024 in einer personalisierten Verhältniswahl gewählt wurden, und dem ehrenamtlichen Ortsbürgermeister als Vorsitzendem.
Die Sitzverteilung im Gemeinderat:
| Wahl | SPD | CDU | FWG | Gesamt   |
| ---- | --- | --- | --- | -------- |
| 2024 | 2   | 5   | 5   | 12 Sitze |
| 2019 | 2   | 5   | 5   | 12 Sitze |
| 2014 | 3   | 6   | 3   | 12 Sitze |
| 2009 | 3   | 6   | 3   | 12 Sitze |
| 2004 | 3   | 7   | 2   | 12 Sitze |

- FWG = Freie Wählergruppe Bobenheim am Berg e. V.

### Bürgermeister
Jürgen Schneider wurde am 10. Juli 2024 Ortsbürgermeister von Bobenheim am Berg. Bei der Direktwahl am 9. Juni 2024 hatte er sich mit einem Stimmenanteil von 65,3 % gegen einen Mitbewerber durchgesetzt. Schneider ist Mitglied der FDP, kandidierte aber als Einzelbewerber. Vor Ort existiert kein FDP-Ortsverein.
Schneiders Vorgänger waren seit 2004 Dietmar Leist (CDU) und zuvor Jürgen Joritz (CDU).

### Wappen
| Wappen von Bobenheim am Berg | Blasonierung: „In Gold ein schwarzes Gemarkungszeichen aus einem schrägrechten Schaft, einem schräglinken Schaft mit Kopfkreuzsprosse sowie einer Mittelkreuzsprosse auf dem Kreuzungspunkt beider Schäfte, darunter eine Sturzsparrenstrebe.“ |
| Wappen von Bobenheim am Berg | Wappenbegründung: Es wurde 1983 von der Bezirksregierung Neustadt genehmigt und geht zurück auf ein Gerichtssiegel von 1714. |

## Kultur und Sehenswürdigkeiten

### Kulturdenkmäler

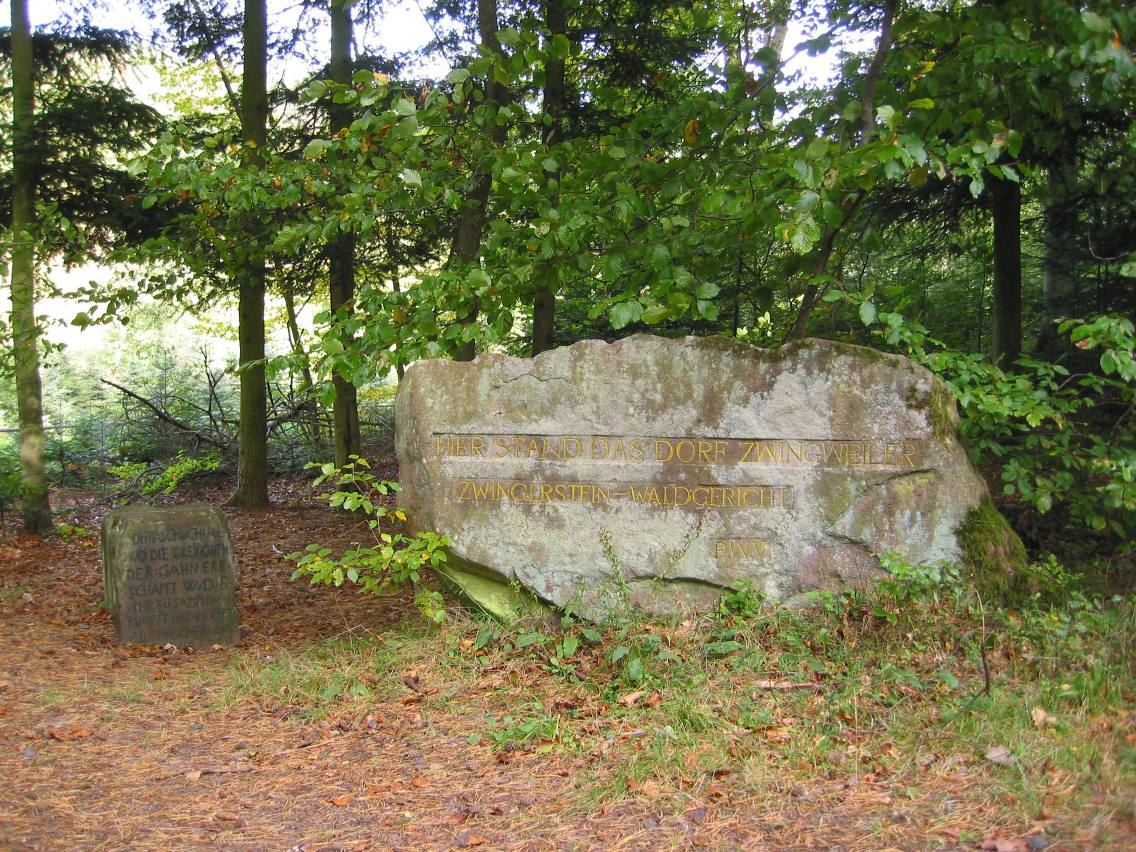
Denkmalgeschützter Zwingerstein

Vor Ort existieren insgesamt acht Objekte, die unter Denkmalschutz stehen, darunter der sogenannte Zwingerstein, der zugleich als Ritterstein 288 deklariert ist. Er verweist auf den Standort des untergegangenen Dorfes Zwingweiler.

### Natur
Der Westen der Gemarkung liegt im Naturpark Pfälzerwald, der wiederum zum Biosphärenreservat Pfälzer Wald-Vosges du Nord gehört. Einziges Naturdenkmal auf dem Gebiet der Gemeinde ist der Kupferbergfels. Eine weitere Felsformation im Gemeindegebiet ist der Kamelkopf.

### Veranstaltungen

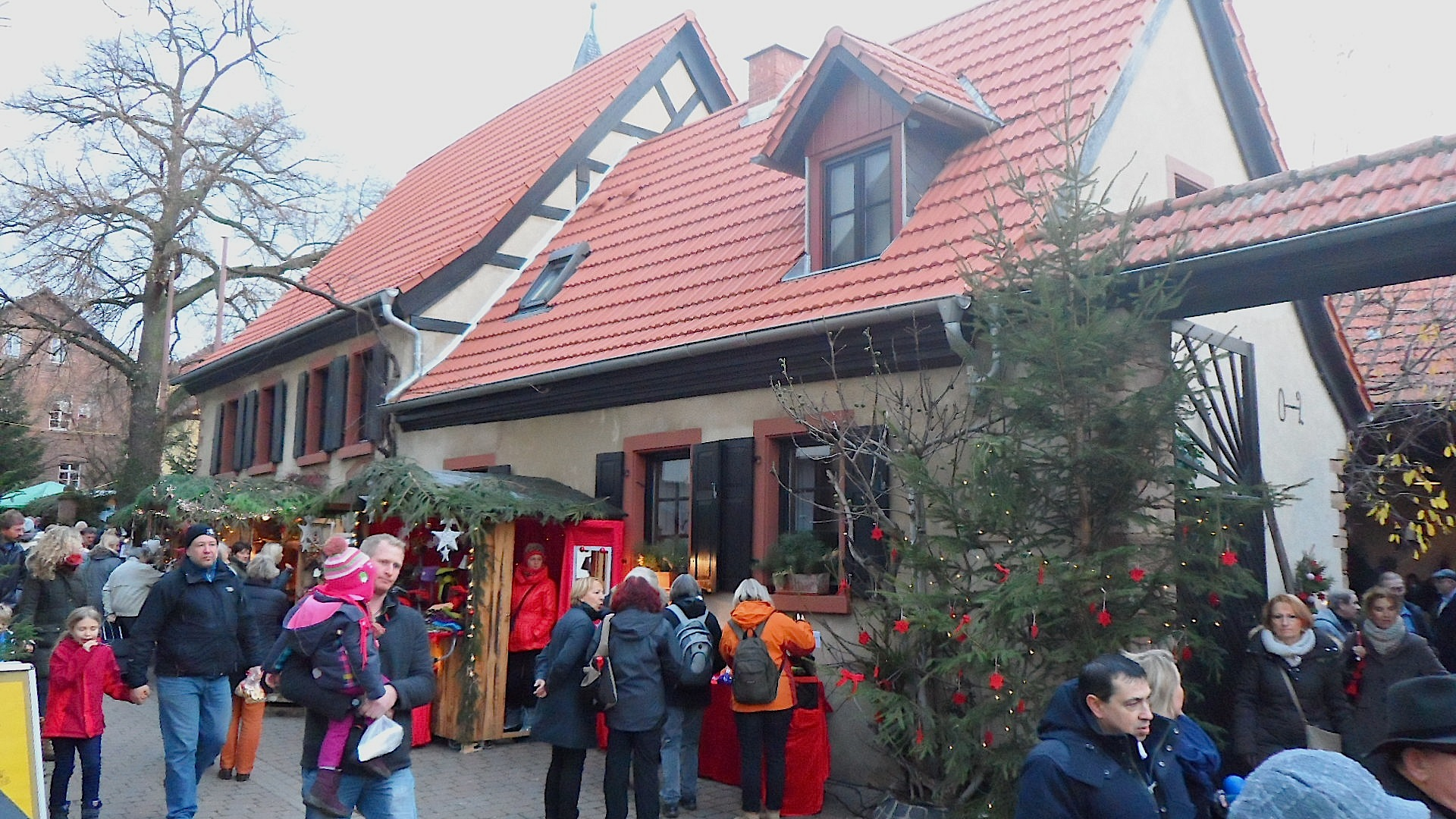
Belzenickelmarkt in Bobenheim

Alljährlich am zweiten August-Wochenende wird die Kerwe gefeiert und am ersten Advents-Wochenende findet der Bobenheimer Belzenickelmarkt statt. Der seit 1998 veranstaltete Marathon Deutsche Weinstraße verläuft unter anderem über Bobenheim.

## Wirtschaft und Infrastruktur

### Wirtschaft
Bobenheim ist ein Winzerort und als solcher Teil des Weinanbaugebiets Pfalz. Vor Ort befinden sich die Einzellagen Kieselberg (65,2 ha) und Ohligpfad (54,0 ha), die zur Großlage Feuerberg gehören. Das 1977 gegründete Institut für Klinische Pharmakologie GmbH hatte seinen Sitz anfangs in Bobenheim. Seit 2015  existiert mit dem Bobremer Braukeller vor Ort eine Brauerei.

### Verkehr
Die Landesstraße 517 führt in Nord-Süd-Richtung durch die Gemeinde und stellt eine Verbindung mit Kleinkarlbach sowie Bad Dürkheim her.

### Organisation
Die Ortsgemeinde gehört zum Gerichtsbezirk Bad Dürkheim.

### Tourismus
Durch Bobenheim verlaufen der Radweg Deutsche Weinstraße, der Pfälzer Mandelpfad sowie ein Wanderweg, der mit einem roten Balken gekennzeichnet ist und von Neuleiningen bis nach Siebeldingen führt. Durch die Waldgemarkung führen außerdem der Prädikatswanderweg Pfälzer Weinsteig, der mit einem blauen Balken gekennzeichnete Fernwanderweg Staudernheim–Soultz-sous-Forêts, der Leininger Burgenweg sowie ein Wanderweg, der mit einem grünen Kreuz gekennzeichnet ist und der von Freinsheim bis zum Erlenkopf führt. Hinzu kommt einer, der mit einem weiß-blauen Balken markiert ist und von Battenberg bis nach Wörth am Rhein führt.

## Persönlichkeiten

### Ehrenbürger
- Hans Jürgen Joritz (1935–2013) wurde am 30. Oktober 2004[18] mit der Ehrenbürgerschaft geehrt, weil er lange Zeit Ortsbürgermeister war, als Autor die Heimatgeschichte von Gemeinde und Region festgehalten[19] sowie in den 1970er und 1980er Jahren eine umfangreiche Fotodokumentation über die Gemeinde angelegt hat.[20]

### Söhne und Töchter der Gemeinde
- Johannes Trump (1789–1836), Ururgroßvater von Donald Trump
- Tobias Weber (1892–1963), Unternehmer und Politiker (CDU)

### Personen, die vor Ort gewirkt haben
- Otmar Fischer (1934–2022), Pfarrer und Mundartdichter, wirkte bis 1999 30 Jahre lang als Pfarrer
- Peter Lücker (1933–2022), Pharmakologe, gründete 1977 vor Ort die Institut für Klinische Pharmakologie GmbH
- Theo Rörig (1940–2022), Bildhauer, stattete den Altarraum der Bobenheimer Kirche aus
- Norbert Schindler (* 1949), Politiker (CDU), wohnt in Bobenheim am Berg.[21]